# Pehr Pehrsson i Åkarp
Pehr Pehrsson, (Pehrsson i Åkarp), född 20 december 1853 i Stora Uppåkra församling, Malmöhus län, död 7 maj 1950 i Burlöv,  var en svensk lantbrukare och riksdagsman.
Pehrsson genomgick Hvilans folkhögskola och lantmannaskola och tjänstgjorde därefter som lärare vid skolan 1880–1904. Han skötte samtidigt sitt lantbruk utanför Åkarp i Malmöhus län och innehade allmänna uppdrag. Pehrsson var ledamot av riksdagens andra kammare 1897–1908, och var 1908 ledamot av Statsutskottet. Vid 1899 års riksdag framförde han en motion, till vilken initiativet tagits av Robert Dickson och Ludvig Annerstedt, vilken efter bittra fejder i riksdagen och pressen ledde till lag om straffpåföljd för försök att tvinga någon till arbetsinställelse, den så kallade Åkarpslagen. Pehrsson var 1912-1931 direktör för Oxie härads sparbank.